# Тензин Гяцо
14-ият Далай Лама (религиозно име: Тензин Гяцо, съкратено от Джетсун Джампел Нгаванг Лобсанг Йеше Тензин Гяцо) e духовен водач на северния будизъм, почитан от будистите в Тибет, Монголия, Калмикия, Бурятия, Тува и други будистки региони.
Роден е на 6 юли 1935 г. в малкото селце Такцер в Североизточен Тибет и е получил името Ламо Дондруб. През 1909 г. 13-ият Далай Лама Тубтен Гяцо посещава селцето Такцер и като остава силно впечатлен от красотата на природата, изказва желание да се върне отново там някога. През 1937 г. след смъртта на Далай Лама XIII в селото пристига група лами, които търсят неговото превъплъщение. След съответен изпит двегодишният Ламо Дондруп е разпознат като следващото 14-о въплъщение Далай Лама.

## Биография
Обучение: Далай Лама е обучаван по традиционната тибетска образователна система. Той има двама официални наставници – Линг Ринпоче и Триджанг Ринпоче. В програмата му на обучение са включени „петте големи науки“: логика, тибетско изкуство и култура, санскрит, медицина, будистка философия и „петте малки науки“: поезия, музика и драматично изкуство, астрология и словесност.
На 22 февруари 1940 г. Далай Лама XIV е възкачен на трона в столицата на Тибет, Лхаса. След окупацията на Тибет от комунистически Китай през 1949 – 1950 година Далай Лама непрестанно предприема стъпки за мирното съжителство между двата народа, но е принуден да напусне Лхаса на 17 март 1959 г. и намира убежище в Индия.
От 1960 г. Далай Лама живее в Индия, град Дхарамсала („Малка Лхаса“) в щата Химачал Прадеш. Там е разположена щаб-квартирата на тибетското правителство в изгнание.
В периода 1959 – 1965 г. нееднократно Далай Лама XIV моли ООН за съдействие при решаване на тибетския проблем. Резултат на това са и трите резолюции на Общото събрание на ООН, призоваващи Китай да уважава правата на човека в Тибет.
През 1963 г. Негово Светейшество провъзгласява Демократична конституция, основана на будистки принципи и Всеобща декларация за правата на човека, като модел за бъдещо освобождаване на Тибет.
През 1987 г. на съвещание на Съвета на Конгреса на САЩ, Негово Светейшество представя „Мирен план от пет точки“. Първа точка от него била в Тибет да бъде създадена „зона на мира“.
На 15 юли 1988 г. в Страсбург Далай Лама внася разширен вариант на „План от пет точки“, като предлага демократично самоуправление в Тибет „в сътрудничество с Китайската Народна Република“.
На 10 декември 1989 г. Далай Лама XIV получава Нобелова награда за мир.

## Дело
През 1949 комунистите, на власт в Китай, отхвърлят независимостта на Тибет и изпращат свои военни и идеологически части, за „да освободят населението от робството на теокрацията“. През 1950 г. 15-годишният настоящ Далай Лама става глава на правителството. През следващите девет години, той търси мирно решение на кризата, но е принуден да потърси убежище в Индия, където в Дхармасала установява тибетско правителството в изгнание. Както навсякъде в Китай по време на културната революция манастири са разрушавани, монаси и монахини са преследвани, лишени от свобода и измъчвани. Народът е лишен от правото на свободно изразяване.
От изгнание Далай Лама Тензин Гяцо изобличава политиката на Китай и воюва последователно и неуморно, но с мирни средства за връщането на автономията на Тибет. На 9 март 1961 г. той отправя апел към Обединените Нации в полза на възстановяването на независимостта на Тибет. Дън Сяопин през 1979 г. заявява, че освен независимостта всичко друго може да бъде обсъдено. Оттогава Далай Лама настоява не за независимост, а за реална автономия на Тибет, като се позовава на китайската конституция. Водени са преговори между представители на Далай Лама и китайското правителство, но все още не се е състояла среща без посредници между Далай Лама, неговото правителство в изгнание и китайското правителство.
Днес в Китай, тибетската будистка школа Гелугпа не е вече забранена, а официално разрешена от китайското правителството дори и в Пекин в древния храм Йонгхе. Многобройни международни асоциации протестират срещу репресиите към духовни лица в Тибет: задържането на Панчен Лама, Гедюн Чокий Нийма през 1995 г., закриването през 2001 г. на будисткия институт Сертхар, основан от Кенпо Джигме Пхунцок, който е бил под домашен арест и изчезва при съмнителни обстоятелства, присъдата доживотен затвор на Тенцин Делек Ринпоче през 2005 г. Повечето от значителните будистки учители са били принудени да потърсят убежище извън страната си, например бягството на Рингдзин Намха Гяцо Ринпоче през 1998 г. или на 17-ия Кармапа Орджиен Тринлеи Дордже през 2000 г.
Китайското правителство е заявило, че следващият Далай Лама ще се роди в Китай и ще бъде избран от Китай. В отговор Далай Лама заявява, че „той едва ли ще се роди в Китай, ако ситуацията не се промени, а ще се роди в свободна страна, за да може да продължи делото си за благото на Тибет, будизма и човечеството“.
Делото на 14-ия Далай Лама Тензин Гяцо за освобождаване по мирен път на Тибет се подкрепя от многобройни политици, видни личности и институции по цял свят.
През март 2011 г. Далай Лама обявява решението си да излезе от политическото ръководство на правителството на Тибет в изгнание, оставайки духовен водач. „Още от 1960 г. постоянно повтарям, че на тибетците им трябва водач, избран от самите тях, на когото бих могъл да предам властта. Сега явно е дошло времето за това.“ В последните години той не изключва възможността за предоставяне на реална автономия на Тибет от страна на Китай, подчертавайки нарасналата роля на Китай за световния мир.

## Награди през последните години
- 27 юли 2005 г. – Премия за мир от хората на Хес

Парламент Хес (Хесбаден, Германия),
- 12 август 2005 г. – Премия за мир от фонд „Манхай“

Фонд „Манхай“ (Южна Корея),
- 25 септември 2005 г. – Почетна докторска степен

Университет Ратгерс (Ню-Джърси, САЩ),
- 6 ноември 2005 г. – Премия „Състрадание и вдъхновение“

Американски хималайски фонд (Сан-Франциско, САЩ),
- 16 февруари 2006 г. – Премия Бен Гурион

Университет „Бен Гурион“ (Израел),
- 4 май 2006 г. – Почетна докторска степен

Университет Сантяго (Сантяго, Чили),
- 9 септември 2006 г. – Почетен гражданин на Канада,
- 19 септември 2006 г. – Почетна докторска степен

Университет Бъфало (Ню Йорк, САЩ),
- 14 октомври 2006 г. – Почетна докторска степен в областта на биологията

Университет Рим (Рим, Италия)

## Издания
- Моята земя и моят народ. Мемоари на Далай Лама на Тибет, Изд. Руси Ст. Русев и Емил Златанов, 1993
- Далай Лама VI, Цанянг Гяцо. Три тайни думи. Изд. Захарий Стоянов, 1997
- Силата на будизма. Как да живеем по-добре в днешния свят, издателство Мириам, 1998
- Изкуството на щастливия живот: Практическо ръководство. Изд. Кибеа, 1999
- Далай Лама. Духовни съвети за будисти и християни. изд. Екслибрис, 1999.
- Далай Лама. Четирите благородни истини. Мъдростта на Изтока. Мириам, 2000.
- Изкуството да живееш. Изд. Прозорец, 2002
- Отворено сърце. Изд. Прозорец, 2005
- Да прозреш себе си. Издателство Прозорец, 2007
- Мъдрост и състрадание. Разговор с Фелицитас фон Шьонборн. Издател СофтПрес, 2007
- Моята страна и моят народ. Изд. Прозорец, 2008
- Далай-Лама, Уаки Фабьен. Беседы о жизни, деньгах и политике... М., София, 2009.
- Далай Лама. Окото на мъдростта, изд. Кибеа, 2009
- Далай Лама. Как да практикуваме: Пътят към смислен живот. изд. Прозорец, 2009.
- Пътят на лидера. изд. Кибеа, 2009
- Тензин Гяцо, XIV Далай Лама. Изкуството на щастливия живот на работното място. С., Кибеа, 2009.
- 365 мисли за всеки ден. Издател Фама, 2011.
- Вселената в един атом, изд. Нова Епоха, 2011
- Отвъд религията. Етика за цялото човечество. Фама, 2012
- Проникновен ум. Да се сдобием с мъдрост във всекидневния живот. Изд. Прозорец, 2012
- Далай Лама, Стефан Хесел. Да обявим мира!, Издателство Колибри, 2013
- Пътят към просветлението, Изд. Кибеа, 2013 г.
- Далай Лама, Дезмънд Туту. Книгата на радостта. Трайно щастие в свят на промени. Издателство Гнездото, 2017